# Temma Nomura
Temma Nomura (野村 天真 Nomura Temma?), född 27 juni 2001 i Fukuoka prefektur, är en japansk fotbollsspelare.
Nomura började sin karriär 2019 i Cerezo Osaka.